# Äbni Flue
Die Äbni Flue (im Walliserdialekt; im Bernischen auch Äbeni Flue, Hochdeutsch Ebnefluh) ist ein 3961 m ü. M. hoher Berg in den Berner Alpen. Über seinen Gipfel verläuft die Grenze zwischen den Schweizer Kantonen Bern und Wallis.

## Beschreibung und geographische Lage
Die Äbni Flue bildet einen breiten Firngipfel, welcher nach Norden in steilen Wänden über 2500 Meter ins Lauterbrunnental abfällt. Die Südhänge sind vergletschert und führen relativ flach auf den Grossen Aletschfirn. Nach Osten führt ein Grat zum 3982 m ü. M. hohen Gletscherhorn, von dem ein Grat weiter zur nördlichen Jungfrau führt. Nach Südwesten führt ein Grat zum Mittaghorn, Grosshorn und Breithorn. Südlich über dem Grossen Aletschfirn ragt das Aletschhorn mit seiner mächtigen Nordwand.

## Gipfelrouten
Der Normalweg führt über die Südwestflanke und den Südostgrat auf den Gipfel. Ausgangspunkte sind dabei entweder die Hollandiahütte oder die Konkordiahütte. Die Schwierigkeiten sind dabei L nach der SAC-Berg- und Hochtourenskala. Im Winter wird diese Route häufig als Skitour begangen.
Die Nordwand der Äbni Flue ist eine klassische Eiswand, die relativ häufig begangen wird. Sie hat etwa 900 Meter Höhe und eine Steilheit von 50 bis 55° (Gesamtschwierigkeit SS-) und gilt als objektiv relativ sicher. Trotz der allgemeinen Ausaperung herrschten in ihr die letzten Jahre oft gute Verhältnisse. Ausgangspunkt ist die Rottalhütte auf 2755 m ü. M.

## Flugzeugabsturz
Am 12. April 2007 ereignete sich an der Äbni Flue ein Flugunfall: Ein Tornado der deutschen Bundeswehr prallte bei einem Navigationsflug in die Nordwand der Äeni Flue. Dabei kam der Pilot ums Leben, der Waffensystemoffizier überlebte schwer verletzt. Untersuchungen ergaben als Unfallursache menschliches Versagen – der Pilot wählte eine ungeeignete Flugtaktik: Schweizer Piloten meiden das Lauterbrunnen-Tal wegen der grossen Zahl von Gleitschirmfliegern, und die kurz vorher in Emmen (70 km Luftlinie entfernt) aufgetankte Maschine war zu schwer, um für ein sicheres Überfliegen des Berges genügend rasch an Höhe zu gewinnen.